# حورية نياتي
حورية نياتي(ولدت بخميس مليانة بالجزائر، عام 1948). فنانة جزائرية الجنسية تعيش في لندن.
تخصصها كان في متنوع التركيبات الإعلامية، والتي تنتقد الترميز الغربي لغير الغرب من الثقافات والأشخاص. وهذه التركيبات الفنية تحتوي على أداء حي، خاصة لموسيقى الراي(أشهر أنواع الموسيقى بالجزائر)والتي تمثل الرمز المرئي لأرضها الأم وثقافتها. المنشاّت والمعارض دمجت اللوحات، التماثيل، الرسومات، الصور، الموسيقى التصويرية، والتمثيل.

## بداية حياتها ومهنتها
ترعرعت نياتي في الجزائر المحتلة، حيث قتل أكثر من مليون جزائري في مقاومة الاحتلال، في سن الثانية عشر قامت من خلال رسوماتها بالاحتجاج ضد الاحتلال الفرنسي والذي اودعت بالسجن بسسبه. هذه التجربة مع الاحتلال واخيرا إنهائه بالثورة كان عامل مؤثر في فنها لاحقا.
إنتقلت نياتي للندن في اواخر السبعينيات، وهناك لاحظت ان الفن الغربي يرمز للشعب الجزائري-خاصة النساء- بطريقة خيالية وغريبة. واستوحت من هذا رموزها لفترة ما بعد الاحتلال من: ثقافات، دول، وشعب. درست في مركز كامدن للفنون، وكلية كرويدن للفن.

## بعض من معارضها
- 1983: خمس نساء ذات البشرة السوداء، مركز إفريقيا، لندن
- 1990: لا للإرهاب، عرضه الأول كان بمتحف كارت رايت
- 1991: جلب المياة من النافورة، عرضه الأول كان بمتحف هاريس
- 2013:حورية نياتي، بحث الهوية، معرض كونواي، لندن، المملكة المتحدة.[3]

## بعض من مؤلفاتها
- حورية نياتي (1999). «خبرات على هيئات كثيرة» في للويد بفرنسا. الفن المعاصر للنساء العرب: حوارات الحاضر. مكتبة فن النساء.